# Факко, Джакомо
Джакомо Факко (итал. Giacomo Facco; 4 февраля 1676 — 16 февраля 1753) — итальянский композитор.
На протяжении трёхсот лет его творчество было забыто; лишь в середине XX века музыковед, композитор и дирижёр Уберто Дзанолли нашёл в архивах произведения Факко.

## Биография
Композитор, скрипач и учитель музыки, Джакомо Факко родился 4 февраля 1676 года в Венеции и умер в Мадриде 16 февраля 1753.
На протяжении многих лет он был дирижёром в Италии. В 1705 году переехал в Палермо (Сицилия) в качестве преподавателя музыки и скрипача-виртуоза при дворе Дона Карло Филиппо Антонио Спинолы, маркиза Балбасеса. В 1708 году переехал в Мессину, где продолжил работу в качестве учителя музыки. В 1710 году представил в местном соборе мессу, посвященную королю Филиппу V.
9 февраля 1720 года Джакомо Факко стал учителем музыки принца Астурийского, будущего короля Луиша I. 1 октября 1731 был назначен учителем музыки будущего короля Испании Карла III.
В 1716—1718 годах в Амстердаме был издан написанный Факко цикл из двенадцати концертов для скрипки, струнных и органа — Pensieri Adriarmonici. В 1720 году он написал оперу под названием «Любовь — лишь выдумка, или Юпитер и Амфитрион» (Amor es todo ymbenzion o Jupiter y Amphitrion), на либретто Хосе де Каньисареса.
В число других произведений Факко входят несколько опер, кантат и серенад. Будучи также хорошим поэтом, Джакомо Факко сам писал тексты для своих кантат.
Сведения о жизни и творчестве Джакомо Факко были обнаружены благодаря Уберто Дзанолли, итало-мексиканском композитору, который в 1962 году нашёл Pensieri Adriarmonici в архивах одной из библиотек Мехико. С тех пор Дзанолли работал над восстановлением биографии и музыкальных произведений Факко.